# Vallée de Héas
Pour les articles homonymes, voir Héas (homonymie).
La vallée de Héas, ou vallée de Troumouse, est une vallée de la chaîne de montagnes des Pyrénées située administrativement dans la commune de Gavarnie-Gèdre en Lavedan, dans le département français des Hautes-Pyrénées.

## Toponymie
Héas signifie « prairies à foin » du gascon hiars composé du latin fenum = « foin » et du suffixe végétal -are.

## Géographie

### Situation
La vallée de Héas débouche au sud de Gèdre entre les montagnes de Coumély et de Camplong. Elle est dominée par le pic de la Munia (3 133 m) au sud, le Soum des Salettes (2 976 m) à l'est et le Mounherran (2 783 m) à l'ouest. Elle naît dans le cirque de Troumouse et est connectée à l'est à la Hourquette de Héas et à l'ouest à la vallée d'Estaubé (naissant au cirque d'Estaubé). La vallée  se trouve entre le massif du Néouvielle, le massif du Mont-Perdu et le massif de la Munia.
Orientée nord-ouest-sud-est, la vallée s'étend sur environ 12 km avec une largeur entre 1,7 km et 6 km.
La vallée de Héas est une vallée coincée entre la vallée de Gavarnie à l’ouest, la vallée de Campbieil et le vallon de Badet au nord, la vallée de la Géla à l’est et la vallée d'Estaubé au sud.
Elle est comprise entièrement dans la commune de Gavarnie-Gèdre.

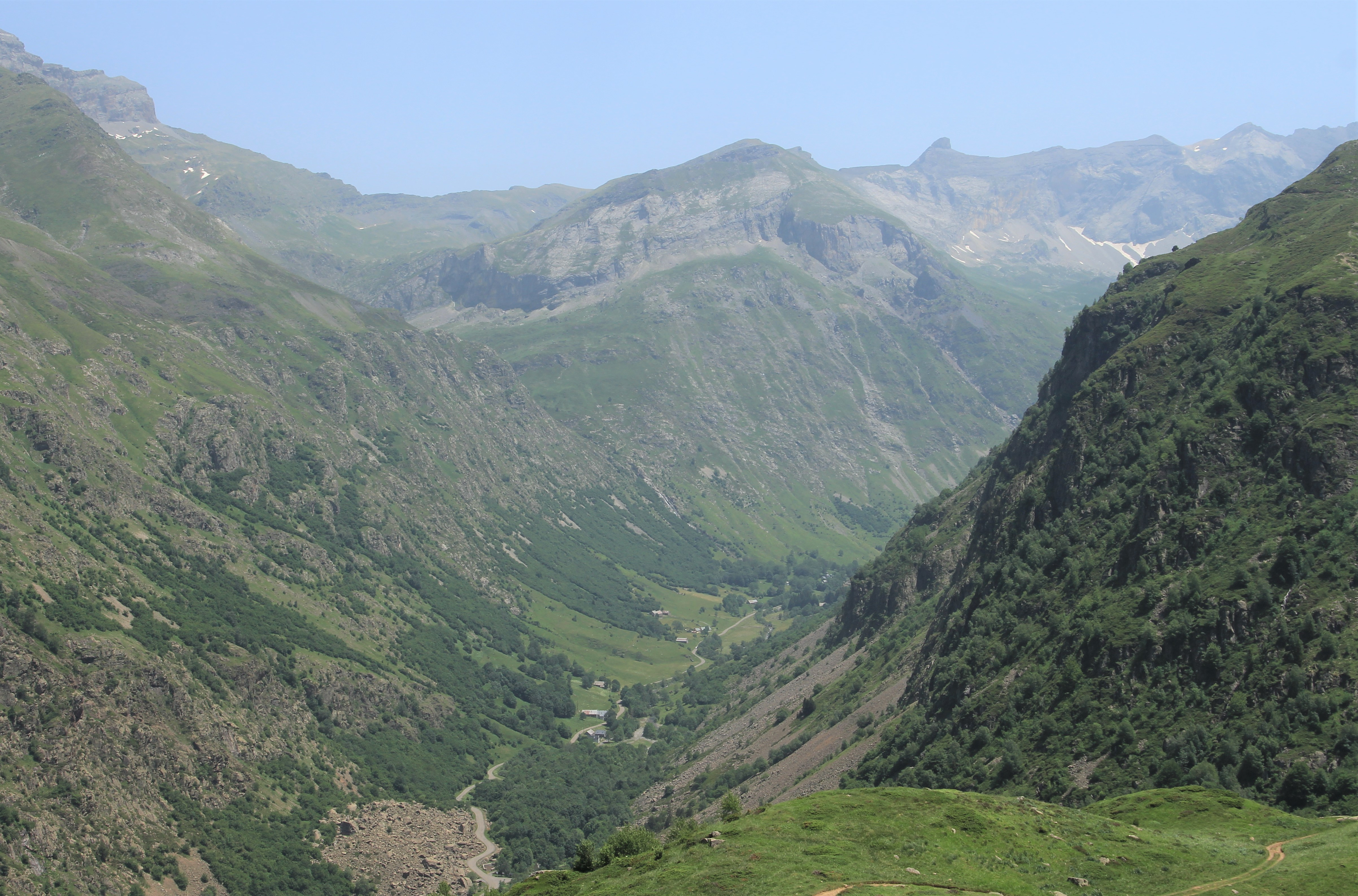
Vue vers Héas.
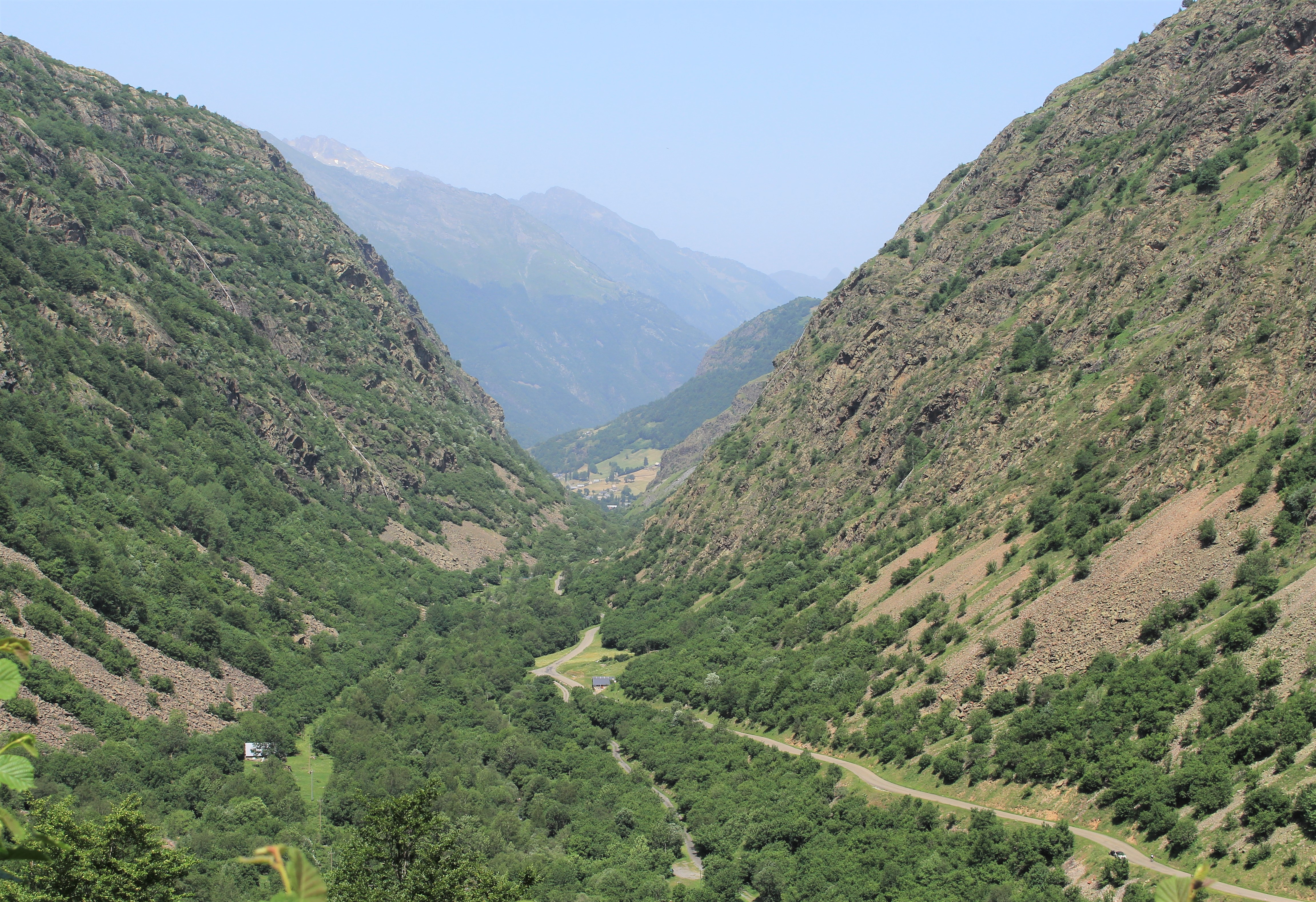
Vue vers Gèdre.
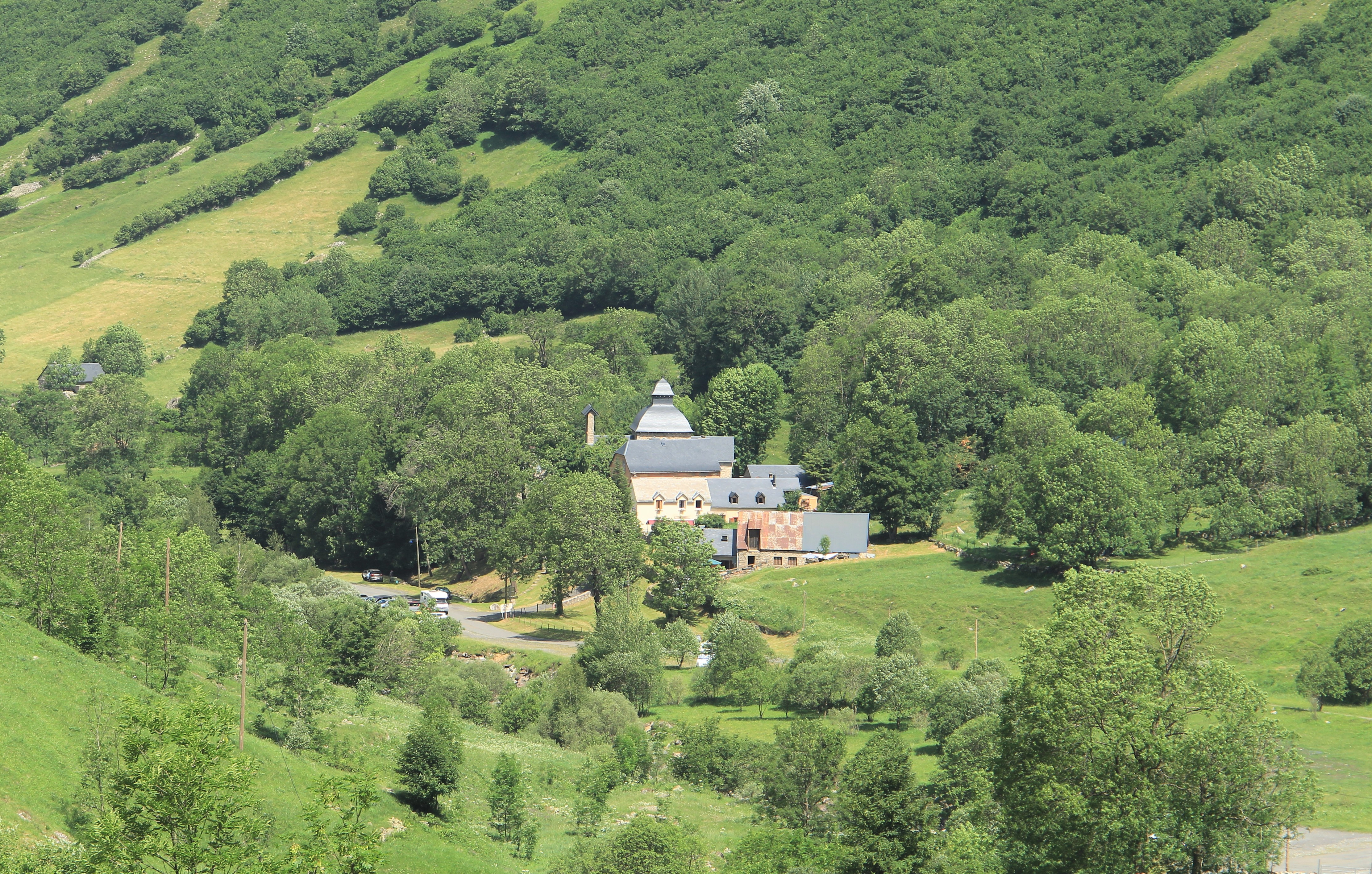
Le hameau de Héas.

### Topographie
La vallée de Héas est surplombée au nord et au sud par des sommets avoisinant les 2 800 mètres :
- au nord : le long de la crête de Campbieil on trouve le soum de Barbet (2 040 m), le soum de la Hourquette (2 563 m), le soum des Tours (2 879 m), puis le soum des Salettes ou pic des Aguilous (2 976 m), la hourquette de Héas sur la crête des Aguilous puis le pic de la Géla (2 851 m) et le col de la Géla (2 706 m) ;
- à l'est et au sud : les barres rocheuses du cirque de Troumouse avec la Hèche de Bounèu (2 704 m), le col de Bounèu (2 664 m), la Pène Blanque (2 905 m), le mont Arrouy (2 888 m), le col de la Munia (2 583 m), le pic de la Munia (3 133 m), la Petite Munia (3 096 m), le pic de Serre Mourène (3 090 m), le pic Heid (3 022 m), le Petit pic Blanc (2 957 m), le pic de Gerbats (2 904 m) ;
- à l'ouest : les pics d'Estaubé (2 810 m), le Mounherran (2 783 m), le Petit Gabiédou (2 639 m).

### Hydrographie
Le gave de Héas, qui est un affluent droit du gave de Pau et qui le rejoint au centre de Gèdre, coule dans la majeure partie de la vallée. On y trouve les lacs tels que les lacs des Aires (2 342 m), le lac de Serre Longue (2 190 m), le lac d'Esbarris (2 139 m).

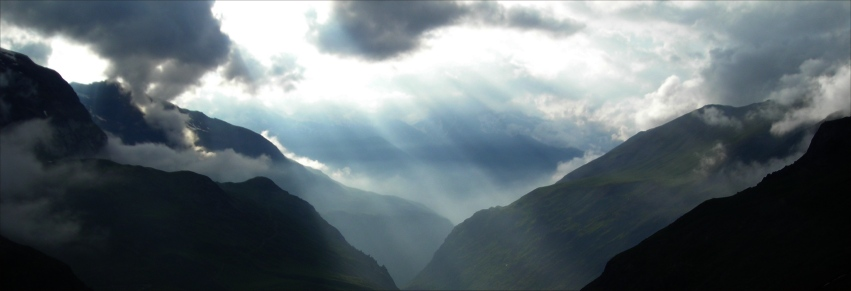
Vue sur la vallée de Héas depuis le cirque de Troumouse.
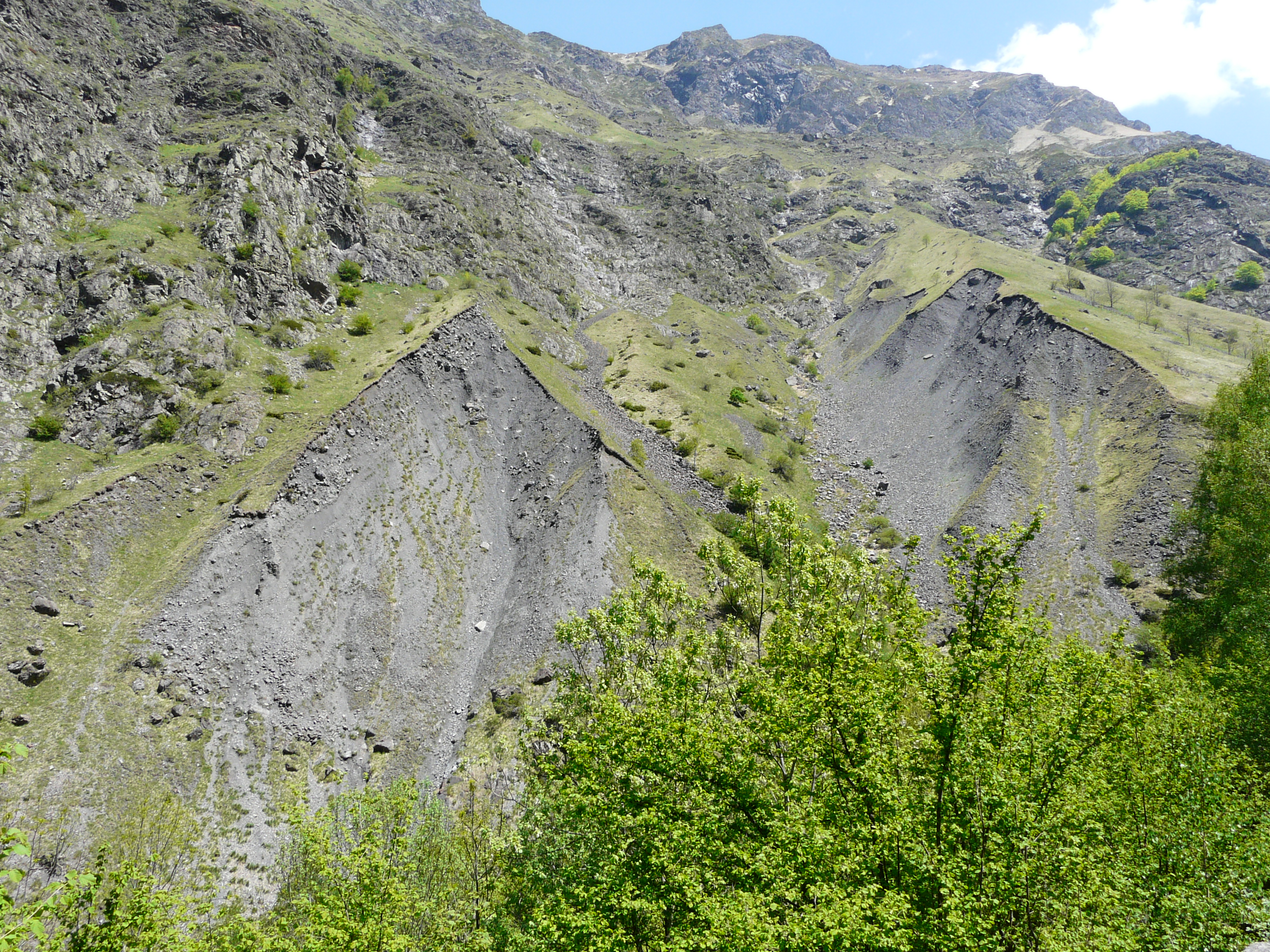
Érosion dans la vallée de Héas.

## Protection environnementale
La moitié haute de la vallée (partie sud-est) fait partie du parc national des Pyrénées et tout le vallon fait partie d'une zone naturelle protégée, classée ZNIEFF de type 1 et de type 2.

## Voies d'accès
On accède à la vallée par la route de Gavarnie, la route départementale 921 (ancienne route nationale 21), puis prendre en direction du cirque de Troumouse par la route départementale 922.